# Movistar Open 1998 - Qualificazioni doppio
Le qualificazioni del doppio del Movistar Open 1998 sono state un torneo di tennis preliminare per accedere alla fase finale della manifestazione. I vincitori dell'ultimo turno sono entrati di diritto nel tabellone principale. In caso di ritiro di uno o più giocatori aventi diritto a questi sono subentrati i lucky loser, ossia i giocatori che hanno perso nell'ultimo turno ma che avevano una classifica più alta rispetto agli altri partecipanti che avevano comunque perso nel turno finale.
Le qualificazioni del doppio del torneo Movistar Open 1998 prevedevano 2 coppie partecipanti di cui una è entrata nel tabellone principale.

## Teste di serie
1. Francisco Cabello /  Eduardo Medica (Qualificati)

1. Salvador Navarro-Gutierrez /  Oscar Serrano-Gamez (ultimo turno)

## Qualificati
1. Francisco Cabello /  Eduardo Medica

## Tabellone

### Legenda
| - Q = Qualificato - WC = Wild card - LL = Lucky loser | - ALT = Alternate - SE = Special Exempt - PR = Protected Ranking | - w/o = Walkover - r = Ritirato - d = Squalificato |

|  | Finale |                                                |                                                |   |   |  |
|  |        |                                                |                                                |   |   |  |
|  | 1      | Francisco Cabello Eduardo Medica               | Francisco Cabello Eduardo Medica               | 6 | 6 |  |
|  | 2      | Salvador Navarro-Gutierrez Oscar Serrano-Gamez | Salvador Navarro-Gutierrez Oscar Serrano-Gamez | 4 | 3 |  |